# Cry for a Shadow
«Cry for a Shadow» –en español: «Llanto por una sombra»– es una canción instrumental del grupo de pop-rock británico The Beatles. Se grabó el 22 de junio de 1961 en la Friedrich-Ebert-Halle, Hamburgo, Alemania, mientras estaban actuando como banda de acompañamiento de Tony Sheridan bajo el nombre de The Beat Brothers.

## Composición
Fue escrita por George Harrison y John Lennon como una parodia del estilo de The Shadows (The Shadows, grupo que acompañaba a Cliff Richard, eran los más grandes del rock británico en el momento de la grabación). Imita la guitarra principal con los típicos licks de Hank Marvin, el bajo melódico lleno, e incluso tiene una imitación de medio segundo del famoso grito de Jet Harris. Es el único tema de los Beatles acreditado a Lennon y Harrison.

## Lanzamiento
Polydor pensó utilizarla como cara B de "Why", otra canción de Sheridan con los Beatles, pero finalmente decidió sustituirla por otra. A principios de 1964, cuando los Beatles habían ido ganando popularidad, la compañía decidió relanzarla,  con "Why" en la cara B. De acuerdo con Bill Harry, editor del periódico Mersey Beat, el título original de "Cry for a Shadow" era "Beatle Bop".
En 1995 fue incluida en el álbum recopilatorio Anthology 1.

## Personal
- George Harrison - guitarra principal
- John Lennon - guitarra rítmica
- Paul McCartney - bajo, gritos
- Pete Best - batería